# Adriaen de Vries

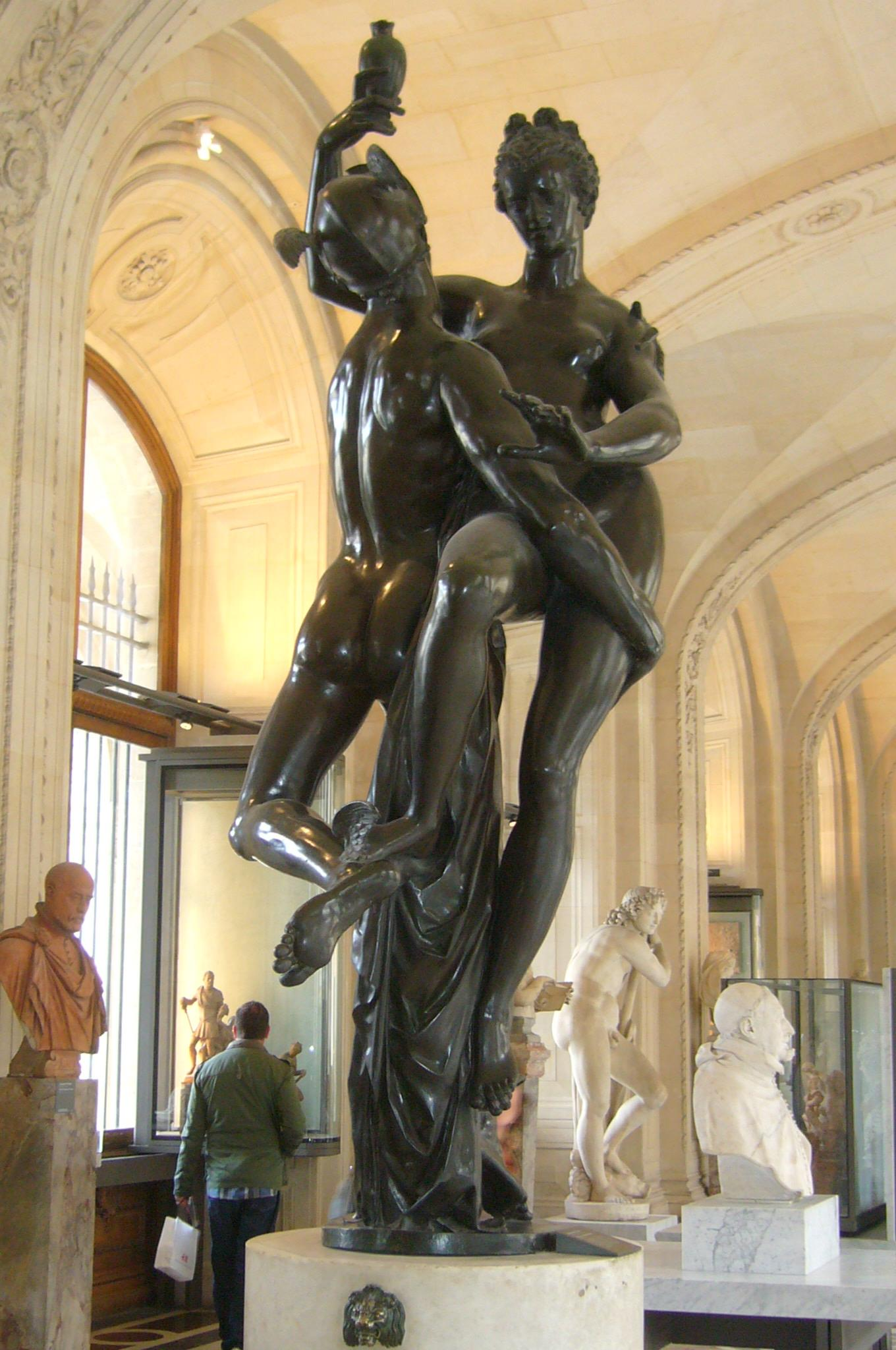
Merkury i Psyche (1593), Luwr

Adriaen de Vries (ur. ok. 1556 w Hadze, zm. 1626 w Pradze) − niderlandzki rzeźbiarz i giser.
Terminował we florenckiej pracowni Giovanniego da Bologna w latach 1581-1586, później działał we Włoszech (Mediolan, Turyn, Rzym) i w Augsburgu. Najwięcej czasu spędził w Pradze, najpierw na dworze Rudolfa II, gdzie przebywał w latach 1589-1594 i po 1601, gdy został mianowany nadwornym rzeźbiarzem; po śmierci Rudolfa w 1612 r. utrzymywał się z prywatnych zamówień.